# Jordgalla
Jordgalla (Gratiola officinalis) är en grobladsväxtart som beskrevs av Carl von Linné. Enligt Catalogue of Life ingår Jordgalla i släktet jordgallor och familjen grobladsväxter, men enligt Dyntaxa är tillhörigheten istället släktet jordgallor och familjen grobladsväxter. Arten förekommer tillfälligt i Sverige, men reproducerar sig inte.

## Underarter
Arten delas in i följande underarter:
- G. o. broteri
- G. o. officinalis

## Bildgalleri

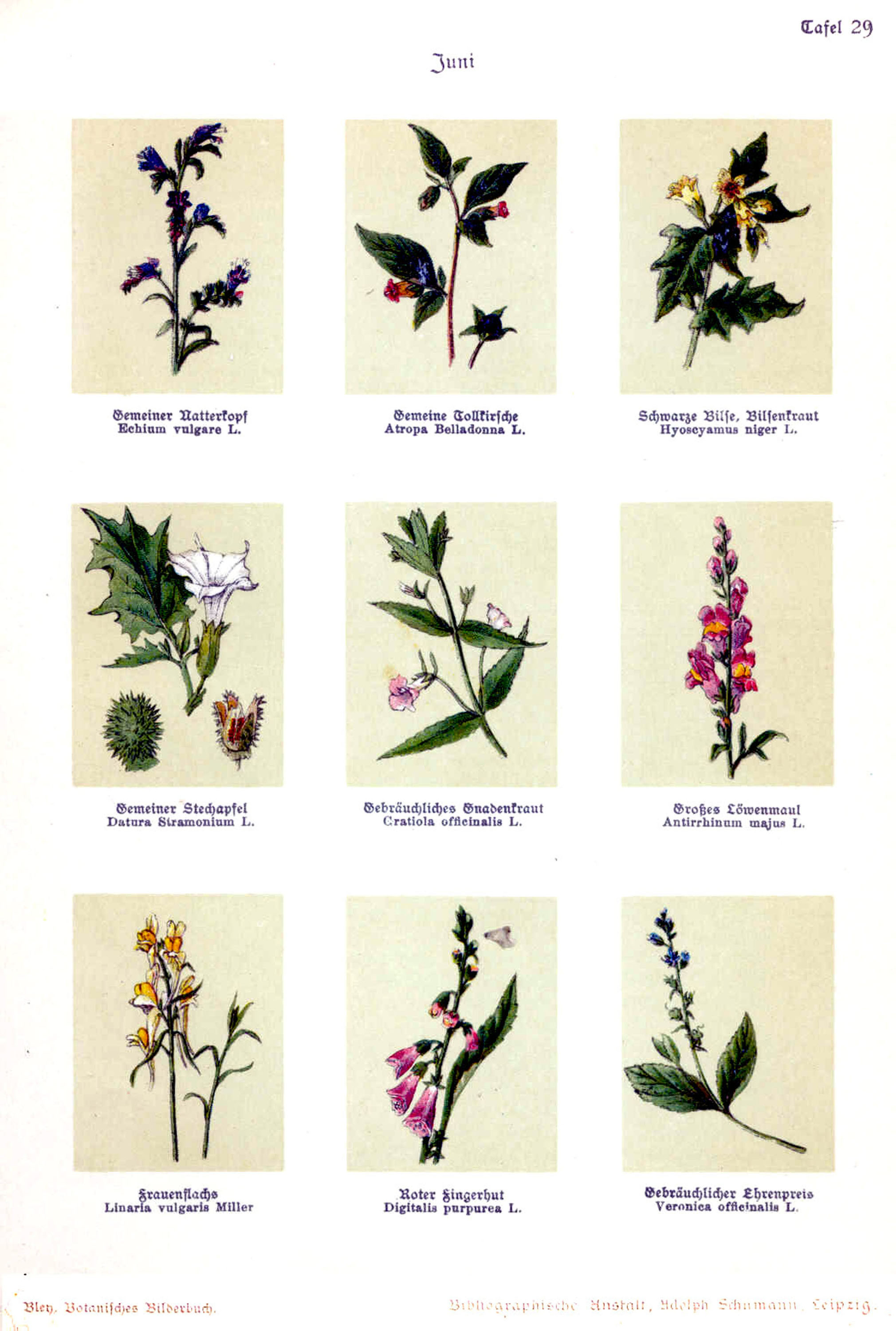
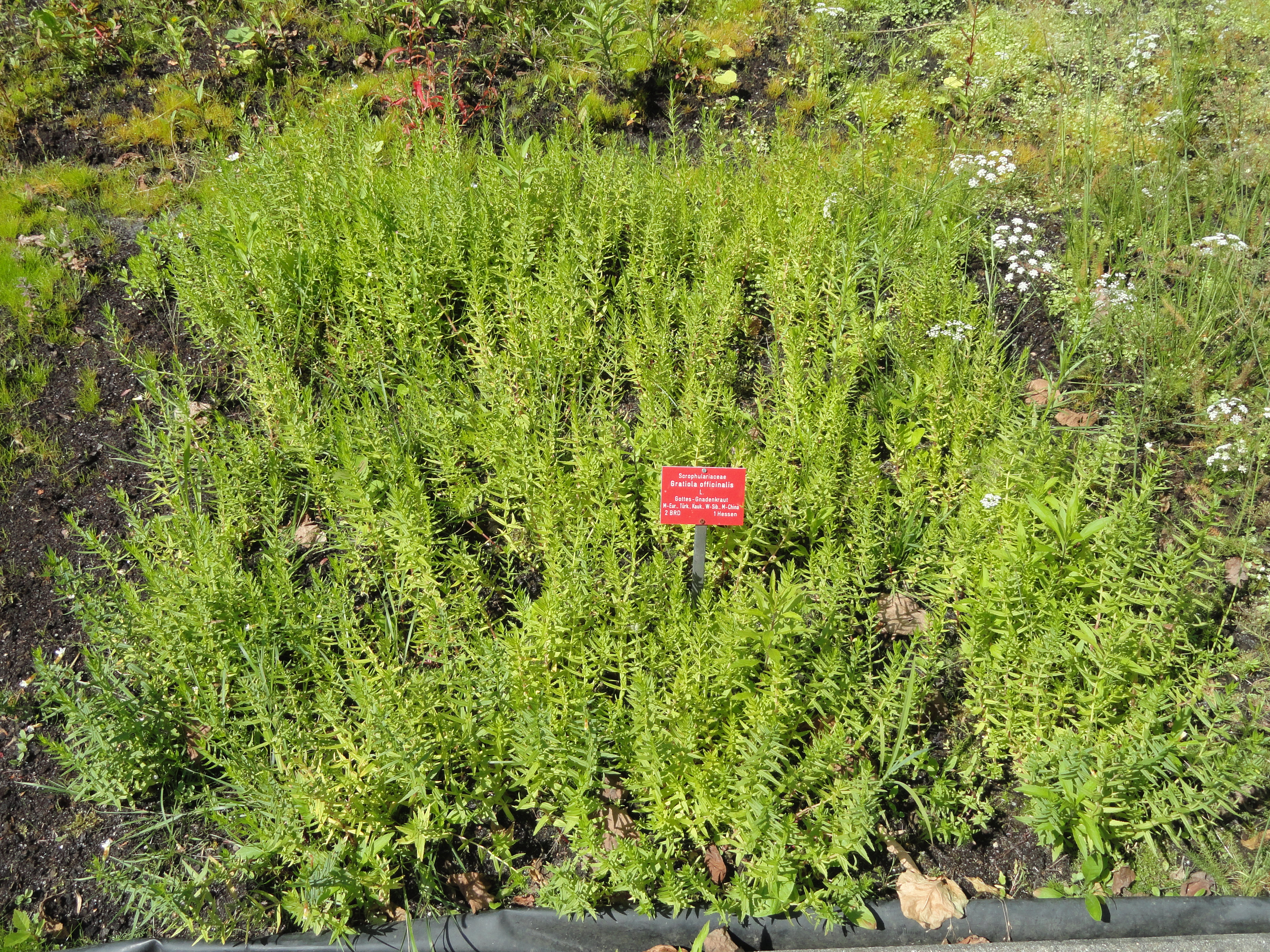
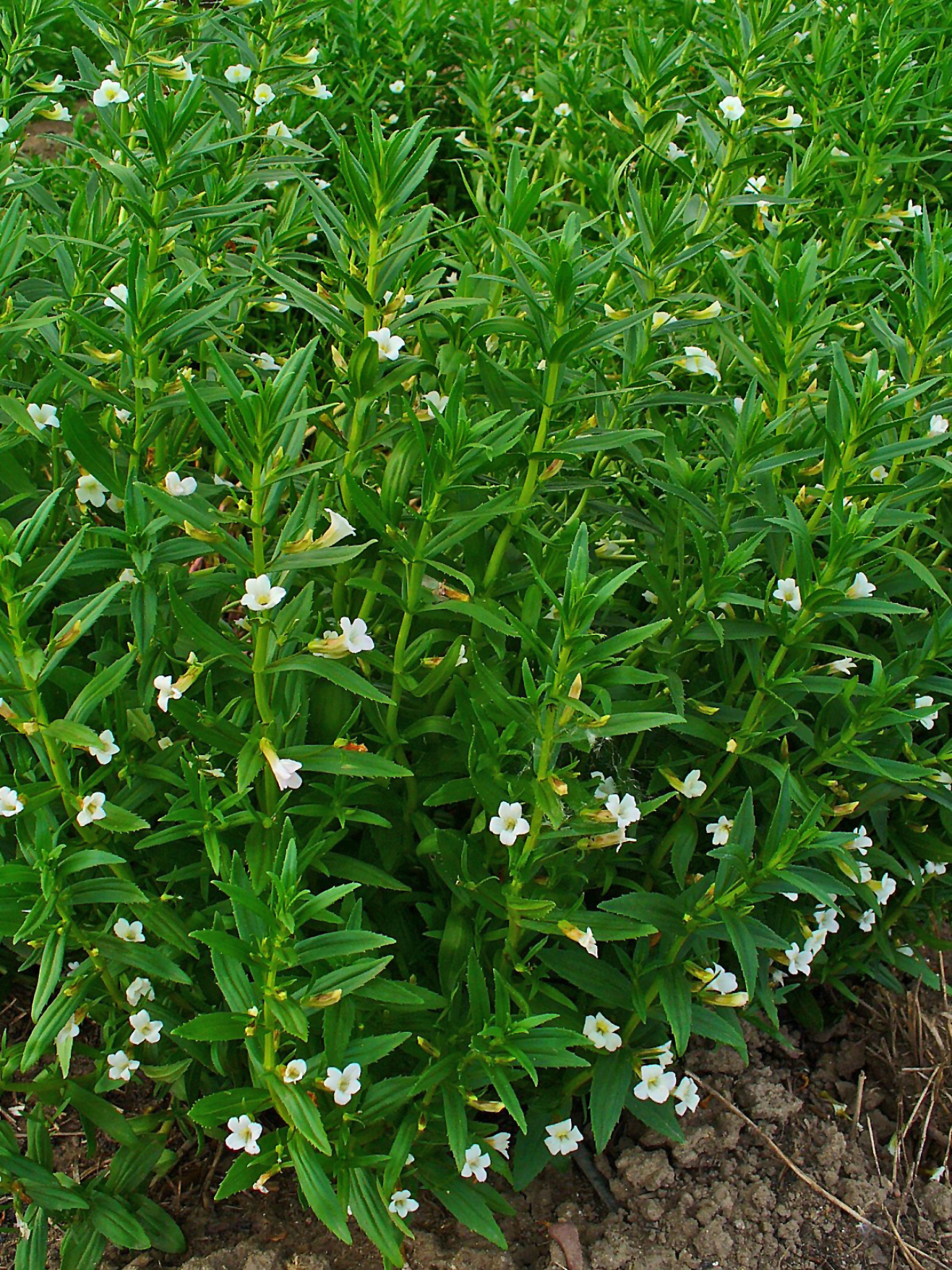
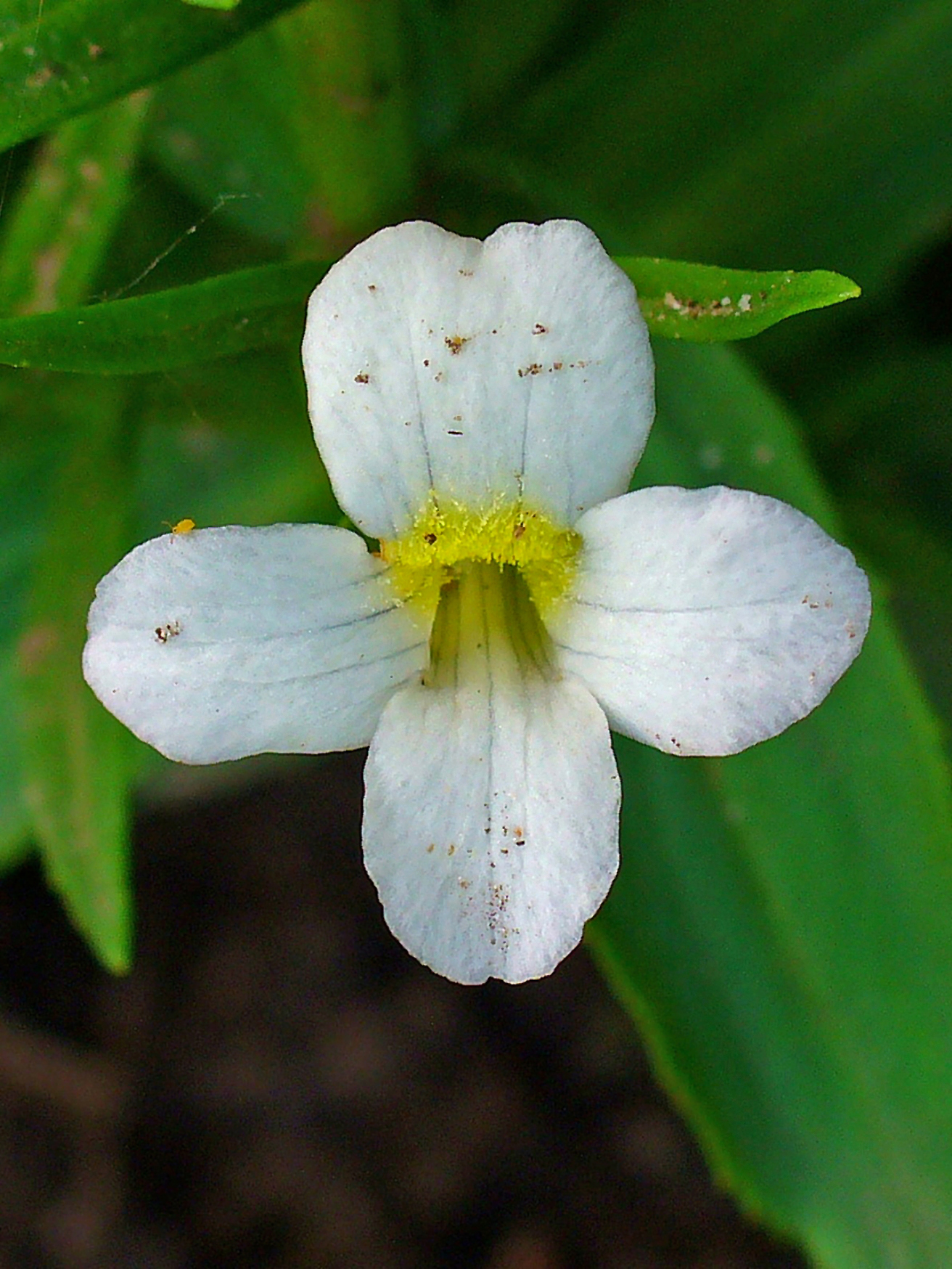
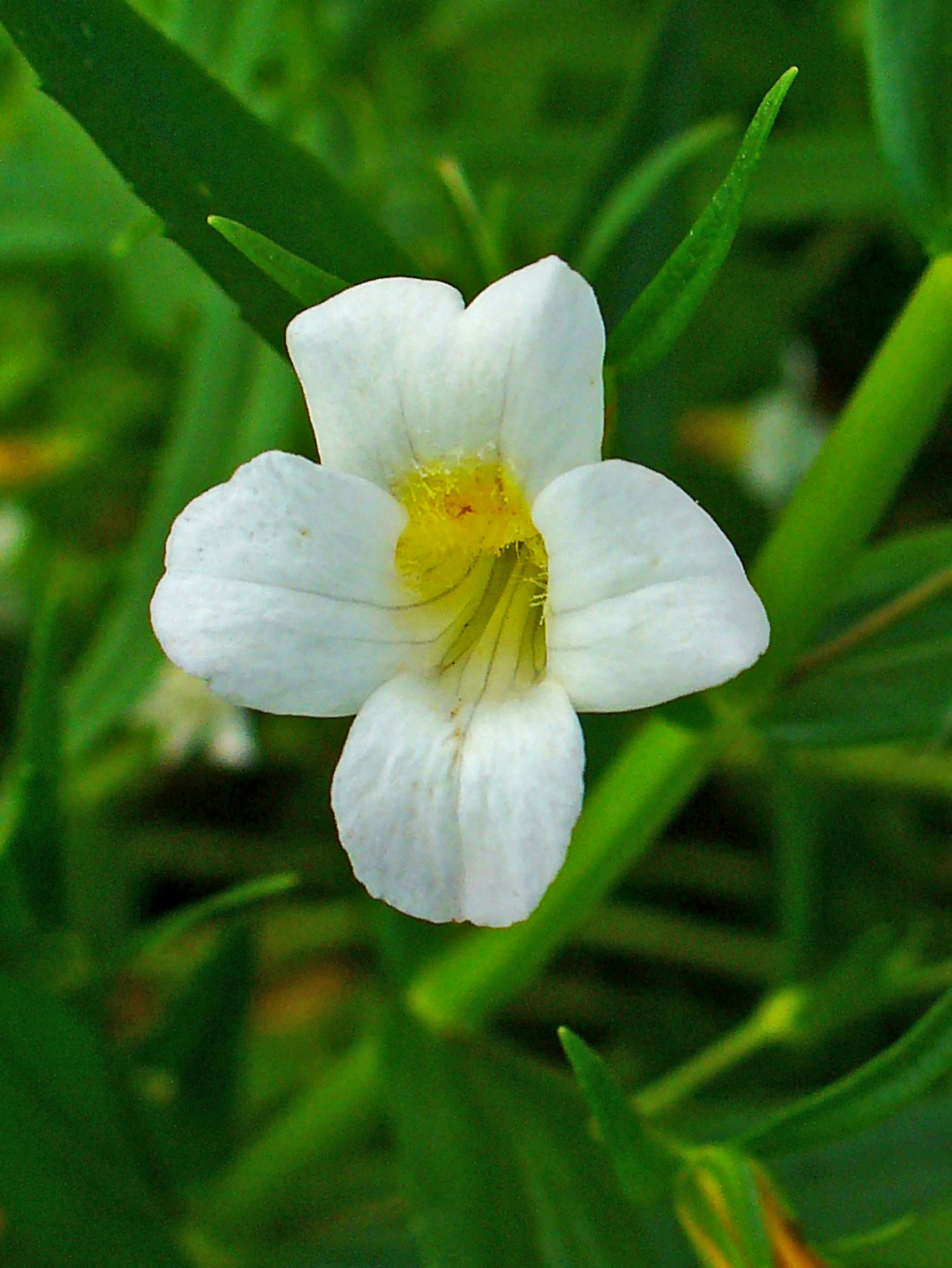
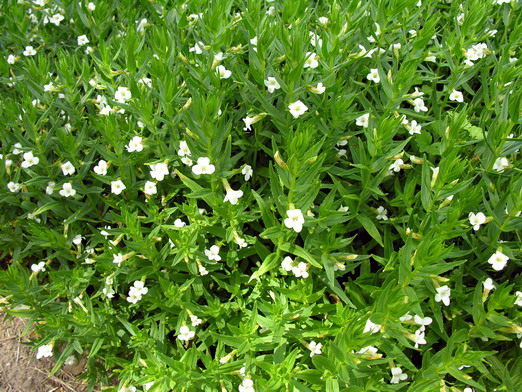